# Density 21.5
Density 21.5 è un pezzo per flauto solo scritto da Edgard Varèse nel 1936.
Questa pagina per flauto solo fu scritta espressamente nel gennaio 1936 per la presentazione del nuovo flauto di Georges Barrère, il 16 febbraio alla Carnegie Hall di New York, in occasione di un concerto di beneficenza per il liceo francese "Lily Pons" di New York. Sempre al virtuoso flautista è dedicata la partitura. Il titolo si riferisce al particolare materiale con cui è stato costruito il flauto di Barrère, il platino, la cui densità (peso specifico) è appunto di 21,5 (in realtà 21,45 g/cm3).
Nel 1946 Varèse rivisiterà la sua partitura prima della pubblicazione.
Esso rappresenta sicuramente un punto di svolta nell'evoluzione delle nuove tecniche strumentali del flauto.
Interesse costante di Varèse è stato lo studio della materia sonora, che a volte, spinta alle estreme conseguenze si inoltra nel campo del rumore. Nel caso di Density 21.5, l'introduzione del colpo di chiave come rafforzamento del modo di attacco rappresenta sicuramente un elemento sonoro nuovo, che non si inquadra solo come novità tecnica ma anche come conseguenza di un pensiero coerente che il compositore porterà sempre avanti.
Il breve brano, oltre ad essere uno dei più importanti pezzi del repertorio flautistico del Novecento, rappresenta anche un punto di inizio della ricerca e dell'esplorazione delle risorse tecniche, timbriche ed effettistiche dello strumento, che porterà poi, a partire dalla fine degli anni '50 e per tutti gli anni '60 e '70, ad una scrittura sempre più sofisticata, facendo ricorso a volte alle tecniche strumentali più ricercate e complesse.
I virtuosi riconoscono in questo pezzo il capolavoro del flauto, ma Varèse si mostrava molto diffidente nei riguardi degli esecutori. Tanto egli amava la perfezione del suono del suo caro amico René Le Roy, che, primo, la registra, o l'affascinante interpretazione di Severino Gazzelloni, quanto si mostra feroce con i mediocri: Flautisti falliti e asmatici... Density eseguita in modo da far vomitare un bidone della spazzatura. Forse il flautista soffriva di emorroidi orali .

## Struttura
"Density 21.5 è basato su due brevi idee melodiche: la prima su un ritmo binario, modale, che apre la composizione e la conclude; la seconda su un ritmo ternario, atonale, che infonde la propria elasticità ai brevi sviluppi che si inscrivono tra le successive ripetizioni della prima idea" 
La melodia, molto pura, si eleva intorno ad alcune note-perno, utilizzando una scrittura nella quale i cromatismi, ripetizioni o ornamenti, si alternano con intervalli disgiunti. La struttura fondamentale, l'ossatura, è costituita da un cromatismo ascendente, che appare sempre sottolineata con un valore lungo, ma con una libertà più grande che nel movimento cromatico discendente di Octandre. Un interludio centrale, percosso, apporta scatto e sorpresa. Le note marcate con una croce devono essere suonate dolcemente (ma le chiavi devono essere colpite nello stesso tempo per produrre un effetto di percussione).
Tre arpeggi, molto rapidi, annunciano il ritorno del soffio normale, della melodia che diviene più ascetica, con i suoi salti intervallari. Una ripresa modificata dell'elemento iniziale annuncia la parte finale, particolarmente disgiunta, che termina di svilupparsi in movimento ascendente circa di tre ottave in un crescendo arzillo fino al fortissimo.
I valori ritmici, di estrema varietà, oppongono le note brevi e le lunghe tenute, facendo, come in tutte le opere di V, un uso minuzioso dei valori falsamente denominati “irrazionali”. L'utilizzo dei registri del flauto è notevole poiché sono combinati con delle intensità, delle sfumature sempre differenti. In certi passaggi, l'attacco e l'intensità cambiano ad ogni nota. Un effetto d'eco, o, più esattamente, una sensazione di spazio e di rilievo, con dei piani allontanati, creati con dei cambiamenti di registro legati a delle opposizioni di intensità: ad un fortissimo nell'acuto succede un piano subito nel medio, o un gonfio forte nel medio-grave è seguito da un piano subito di una nota acuta, tre volte ripetuta dopo un ornamento. Sembra che più strumenti si rispondano, più strumenti e non più flauti, poiché certi effetti di percussione superano le possibilità sonore che si aveva l'abitudine di attendere da un flauto.
Density 21.5 è sicuramente la più suonata di tutte le opere di Varese, e per molto tempo la sola conosciuta, o quasi, la più frequentemente e la più servilmente imitata anche.

## Curiosità
Per lungo tempo si è supposto che la frase melodica con il re alto inserito in partitura, al momento della registrazione da parte di René Le Roy, fosse stato eseguito da un ottavino e poi incollato nella traccia della registrazione del flauto. Ciò non è né vero né dimostrato poiché i flautisti arrivano facilmente, nonché superano, tale nota.